# Велика Моравія
Вели́ка Мора́вія (чеськ. Velkomoravská říše, словац. Veľká Morava) — історична держава західних слов'ян у басейні Середнього Дунаю, що сягала верхів'їв річок Лаби й Одри. Виникла наприкінці VIII — початку IX століть на території сучасних Словаччини й Моравії та досягла розквіту у 860—880 роках.

## Територія Великої Моравії

### Традиційний погляд на межі Великої Моравії

Велика Моравія за часів Святополка I. Достовірно великоморавські землі виділено темно-зеленим. Імовірно великоморавські — світло-зеленим.

На думку більшості істориків, основні території Великої Моравії були розташовані в долині річки Морави в сучасній Чехії та в землях Словаччини. Припускають, що великі ранні середньовічні фортеці та значна скупченість поселень виросли навколо них, що важливі центри влади з'явилися в цьому краї в 9-му столітті.
|  | На півночі розташовані Афдріді, на північному заході Вілте, які називаються Хефелдан. На сході країна Венедів, яка називається Сиселі; на південному сході, на деякій відстані, Моравія. На захід від Моравії розташовані Тюрингія та Богемія і частина Баварії. На південь від них, з іншого боку річки Дунай, країна Карантанія, яка лежить на південь в горах, під назвою Альпи... На схід від країни Моравії, країна Віслян і на схід від них є Даки, які були раніше Готами. На північний схід від Моравії є Далемінці і на схід від Далемінців є Хоричі і на півночі від Далемінців живуть Сурпі на заході від Сиселів. |

Король Альфред — Англо-саксонська версія Орозія
Межі Моравії не можуть бути точно визначені через брак точних одночасних джерел. Наприклад, монахи, що пишуть у Фульдських анналах у 9-му столітті, очевидно, були обмежені знанням про географію віддалених районах Центральної Європи. Крім того, велико-моравські князі почали вести експансіоністську політику в 830-ті роки, таким чином межі свого князівства часто змінювали.
Велика Моравія досягла піку свого територіального розширення за Святополка I (870-894 р.).
Мала Польща, Паннонія та інші регіони були змушені підкоритися, принаймні формально, часто тільки протягом короткого періоду, визнати його сюзеренітет. Утім, ані археологічні знахідки, ані письмові джерела не підтверджують традиційне уявлення про постійну анексію величезних територій за його правління.

## Початки

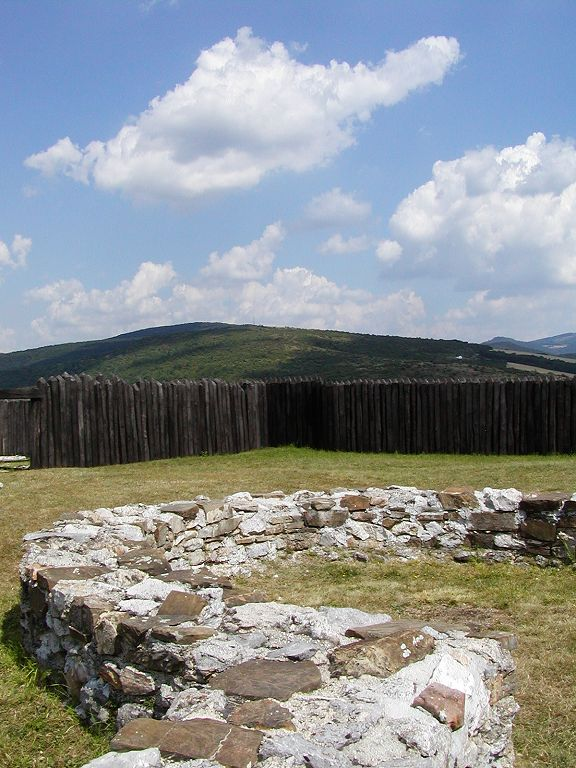
Kostolec (hradisko) з часів Великоморавії

На початку IX століття князівство на річці Північна Морава, лівій притоці Дунаю, у теперішній східній Чехії, приєднало або підкорило собі слов'янські землі, що лежали навколо нього й домоглося фактичної незалежності від Франкської держави, створеної Карлом Великим. Великоморавське князівство об'єднувало в той час слов'янські землі на середньому Дунаєві і його притоках — чехів, словаків, панонських слов'ян, східних словенів і східних (карпатських) хорватів і прагнуло звільнитися від верховенства й заступництва німецького імператора й баварських єпископів.
Вперше назва Моравія згадується в західних джерелах у 822 році, коли посли мораван, серед інших послів слов'ян, прибули до двору імператора Франкської держави Людовика I Благочестивого.
Першим історично достовірним правителем Моравського князівства є Моймир I, засновник династії Моймировичів.
Маючи мету хрестити Моравію, король Баварії Людовик II Німецький у 829 році передав землі Моравії під юрисдикцію єпископства Пассау. Моймир I підтримав християнських місіонерів, і в 831 році єпископ Регінар Пассауський хрестив його і всіх мораван.

## Боротьба за незалежність

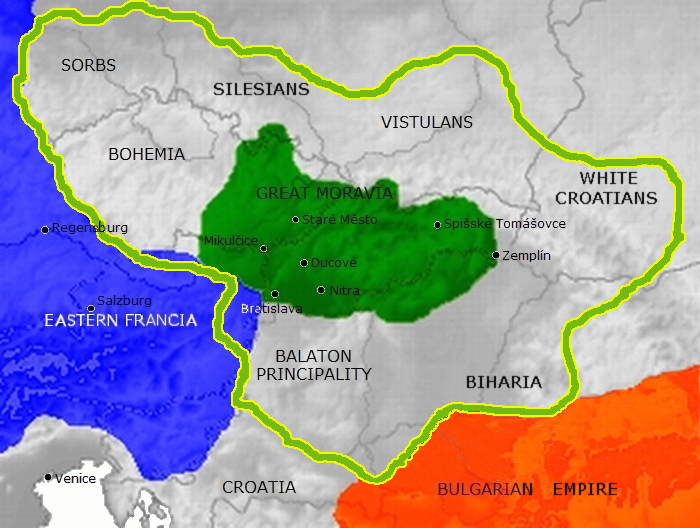
Велика Моравія в часи Ростислава і Святополка I.

Князь Моймир I (830—846), який у 833 році приєднав до своєї держави Нітранське князівство, і князь Ростислав (846–870) виступили проти агресивної політики німецьких феодалів. Боротьба із зовнішньою експансією, підпорядкована логіці внутрішньодержавного будівництва, змусила Велику Моравію прийняти християнство й створити власну церковну організацію. Термін Великоморавія став уживатися, починаючи з візантійського імператора Костянтина VII Багрянородного в його праці De Administrando Imperio, написаної близько 950 року.
Князь Моймир I визнав над собою сюзеренітет (номінальне верховенство) франкських імператорів, але зберігши повну політичну автономію. 833 року завоював Князівство Нітра на території сучасної західної частини Словаччини, яким правив князь Прібіна, а 846-го — поширив свою владу на територію Чехії. Так утворилася Велика Моравія, яка згодом перетворилася на королівство Велика Моравія.
У 846 році між Моймиром I і Людовиком II Німецьким стався конфлікт: король Східнофранкського королівства звинуватив мораван у намірі відколотися, вторгся в Моравію, повалив Моймира й поставив новим князем його племінника Ростислава. Відомостей про подальшу долю Моймира I немає.

## Ростислав Моравський

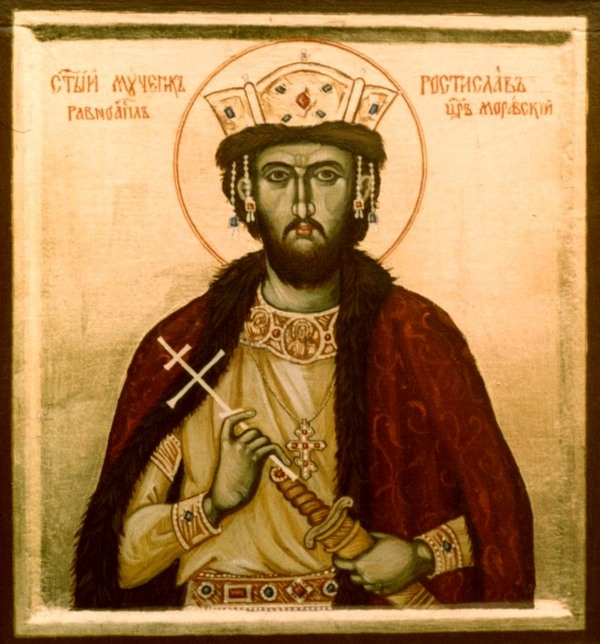
Князь Ростислав

Приблизно в 861 році Ростислав вирішив, що остаточно покінчить із впливом східних франків у Великій Моравії. Тому звернувся до папи Римського з проханням надати вчителів, які б могли вишколити місцевих священиків (згідно з декотрими джерелами хотів єпископа). Однак папа не відгукнувся. Візантійські священики, які вже давно діяли у Великоморавії запропонували звернутися з цим самим проханням до візантійського імператора Михаїла ІІІ. Ростислав разом із Святополком так вчинили 861 або 862 року. Михаїл ІІІ, який у переддень схизми радо використав такий шанс і приблизно 863 року прислав Константина і Методія (Кирила і Мефодія), слов'ян за походженням. Ці ченці, що діяли у Великій Моравії, долучилися до створення слов'янської писемності. Папа Адріан II висвятив Мефодія на єпископа Моравії та Паннонії, давши йому, як своєму легатові, всі місіонерські повноваження. Константин і Методій склали в Моравії "Судовий закон для мирян". Перший пункт цього закону стосувався людей, які не прийняли християнство, накладаючи суворі покарання на тих, хто здійснює язичницькі обряди, жертви або молитви. Покарання полягало в тому, що: «Кожне село, в якому робляться жертви або молитва поганська, має бути віддане Божому храму з усім майном, що належить господарям у цьому селі. Ті, хто приносять жертви та молитви, будуть продані з усією своєю власністю, а отриманий прибуток буде передано бідним».

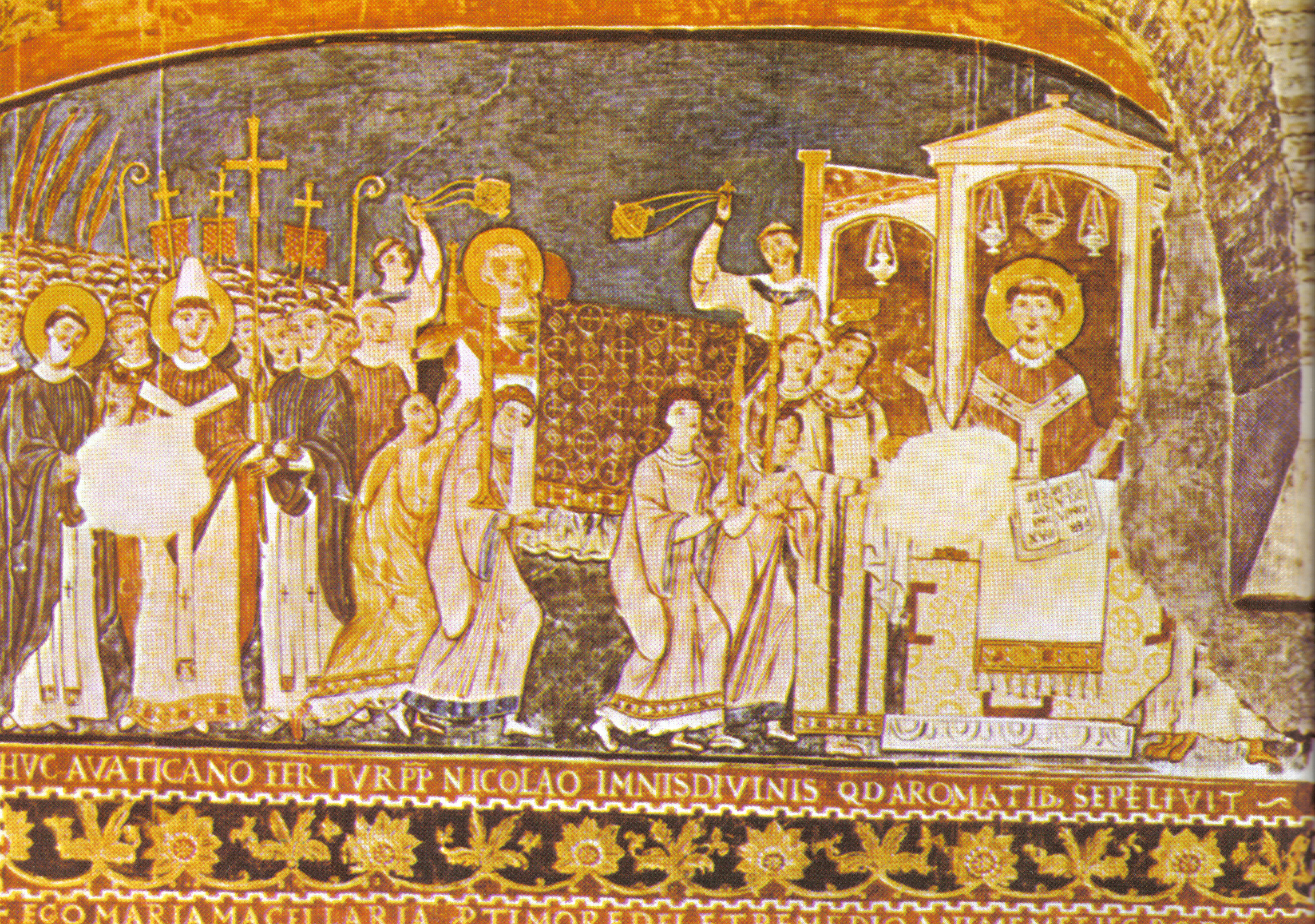
Кирило і Мефодій в Римі

Як Ростислав, так і Святополк були змушені у 868–869 роках відбивати чергові напади східних франків. 870 року Святополк перейшов на сторону ворога і визнав суверенітет східних франків над його Нітранським князівством. Після того, як Ростислав намагався полонити Святополка, Святополк у свою чергу дав полонити Ростислава і віддав його в листопаді 870 до рук східних франків. Крім того, франки вислали власних графів Вільяма та Енгельшалька як регентів у Моравське князівство Ростислава. Святополк у Нітранському князівстві, який тоді надіявся, що стане володарем і в тій частині Великоморавії, яка належала Ростиславові, відмовився визнати східно-франкську окупацію, за що його разом з Мефодієм ув'язнили. Влітку 871 року під проводом Славомира виникло великоморавське повстання проти східнофранкських регентів. Франки звільнили Святополка за умови, що їм допоможе придушити повстання. Однак звільнений Святополк обернувся проти франків, переміг, і став новим володарем Великоморавії. Його перемога означала остаточний кінець будь-якої надвлади східних франків у Великоморавії.

## Правління Святополка I

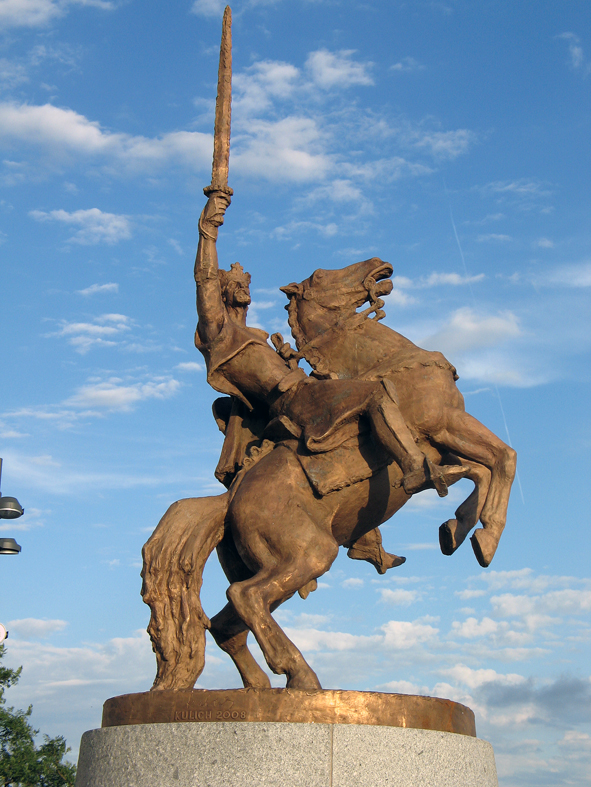
Пам'ятник Святополку у Братиславі

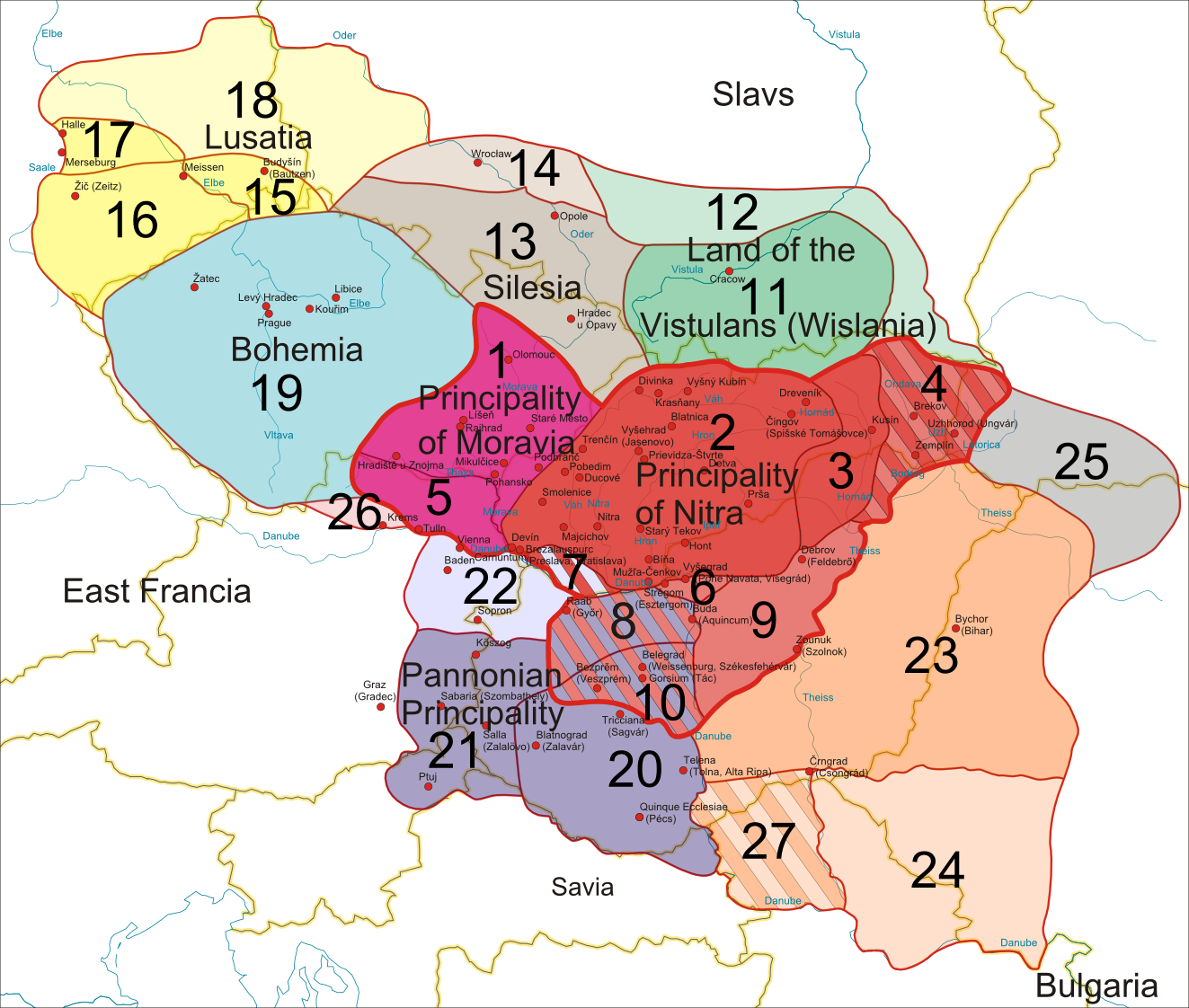
Велика Моравія

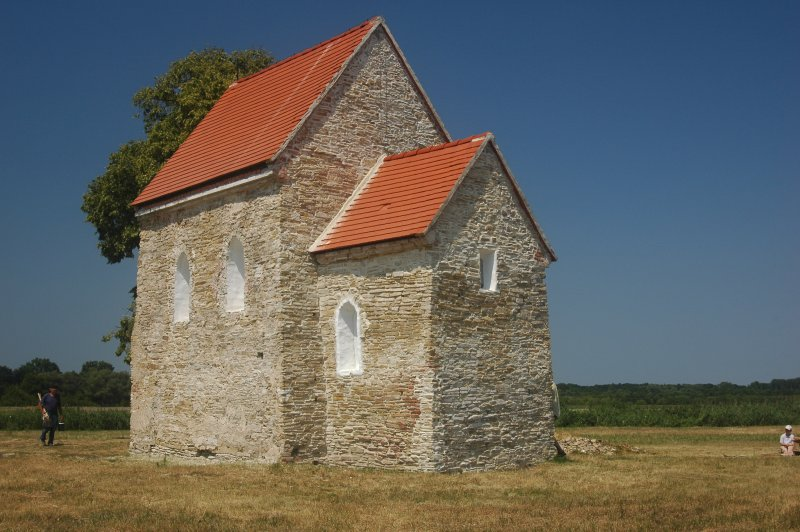
Великоморавська церква у Копчанах (Словаччина)

По смерті князя Ростислава в країні правив князь Святополк (Svatopluk) (870-894), який провадив пролатинську політику. При ньому латинський обряд, поширюваний західними місіонерами, взяв гору над візантійським. У 871 і 872 роках Святополк знову був змушений оборонятися від нападів франків. У 874 році між послами Святополка і Людовика Німецького був укладений Форхгаймський мир. Святополк зобов'язувався виплачувати Східнофранкському королівству данину і формально визнавав його верховенство. Натомість він отримував перепочинок у боротьбі проти свого найбільш сильного супротивника, можливість завойовувати нові землі і перетворити Велику Моравію на потужну державу. Експансії Великої Моравії сприяла її культурна перевага над сусідами. Вже в 874 році Святополк опанував землями у верхній течії Вісли. Далі він зайняв північ сучасної Моравії в околицях міста Опава. У 880 році до володінь Великої Моравії додалися Сілезія і схід сьогоднішньої Угорщини в середній течії Тиси, що належав тоді болгарам. З 890 року частиною держави Святополка стали також Богемія (князівство Пржемисловичів) і Лужиця.
У 882 році Святополк як союзник східнофранкського короля Карла III вдерся в землі своїх давніх ворогів, маркграфів Вільгельма II і Енгельшалька I і прогнав їх. Вони в свою чергу уклали союз з Арнульфом Каринтійським в Паннонії, який налаштував болгар проти Святополка. Святополк розбив болгар і включив до складу своєї держави навіть Паннонію — частину території Арнульфа Каринтійського. Святополк проводив значущі суспільні та військові реформи, зберігаючи сильні позиції Великої Моравії в Центральній Європі. До реформ належало і церковне управління, створене в 880 році. У Нітрі було засновано єпископство, підпорядковане архієпископу Мефодію. У тому ж році Велика Моравія стала леном Папи Римського, що означало рівне становище зі Східнофранкським королівством. Святополк став і де-юре королем, хоча і раніше іноді називався Rex. Рік по тому в Нітрі було засновано перший монастир в сучасній Словаччині.
У кінці правління Святополка римський папа внаслідок складних відносин і смерті Мефодія заборонив літургію на церковнослов'янській мові, згодом папський легат був вигнаний учнями Мефодія. Князь Святополк правив до 894 року. За добу Святополка Велика Моравія набула найбільшого розміру. Саме в цей період до складу держави входила територія Закарпаття.
Святополк I помер в 894 році. Заповівши своїм синам укріплювати державу і чинити опір східним франкам, він розділив державу між синами. Князем Великої Моравії став його перший син Моймир II. Другий син, Святополк II, отримав Нітранське князівство. (Можливо, у Святополка I був ще один син — Предслав.)
Столицею на Великоморавії було місто Велеград, чиє місцезнаходження на сьогоднішній день є спірне.

## Занепад Великої Моравії
Уже наступного 895 року Святополк II, підтримуваний Арнульфом Каринтійським, повстав проти свого старшого брата. Розпочатий конфлікт послабив Велику Моравію, і від неї стали відпадати прикордонні території. Сюзеренітет Арнульфа визнали Богемія і Лузація. Моймир II зумів консолідувати сили. У 898 році він попросив папу прислати в Моравію нових священнослужителів, щоб зменшити вплив священнослужителів з Баварії. Баварці, незадоволені цією вимогою, послали до Великої Моравії війська. Моймир II розбив їх і, більше того, зумів зловити бунтівника-брата. Утім, баварці виручили Святополка II і забрали з собою.
Нова небезпека виникла, коли прийшли угорці. У 896 році вони розселилися на малонаселених землях Великої Моравії вздовж верхньої і середньої течії Тиси, а в 900—901 роках стали переходити Дунай і селитися на правому його боці.
Коли в 901 році угорці стали здійснювати набіги на землі Східнофранкського королівства, німецька знать уклала мир з Великою Моравією, а Моймир II помирився з братом, який повернувся на батьківщину. Цей мирний договір також поклав край війні між Великою Моравією і франкським васалом Богемією, що тривала з 895 року.
У період з 902 по 906 роки Моймир II кілька разів відбивав нападки угорців (іноді за допомогою баварських військ). Моймир II і Святополк II, ймовірно, загинули в 907 році в битві при Пресбурзі.
На початку X століття у Великоморавську державу вдерлися угорські племена, найбільші міста були зруйновані й запустіли. Держава розпалася в результаті мадярського завоювання в 906—907 роках. В Угорщині слов'янське населення було асимільовано. Згодом Моравія стала частиною Чеського князівства.

## Культура Великої Моравії

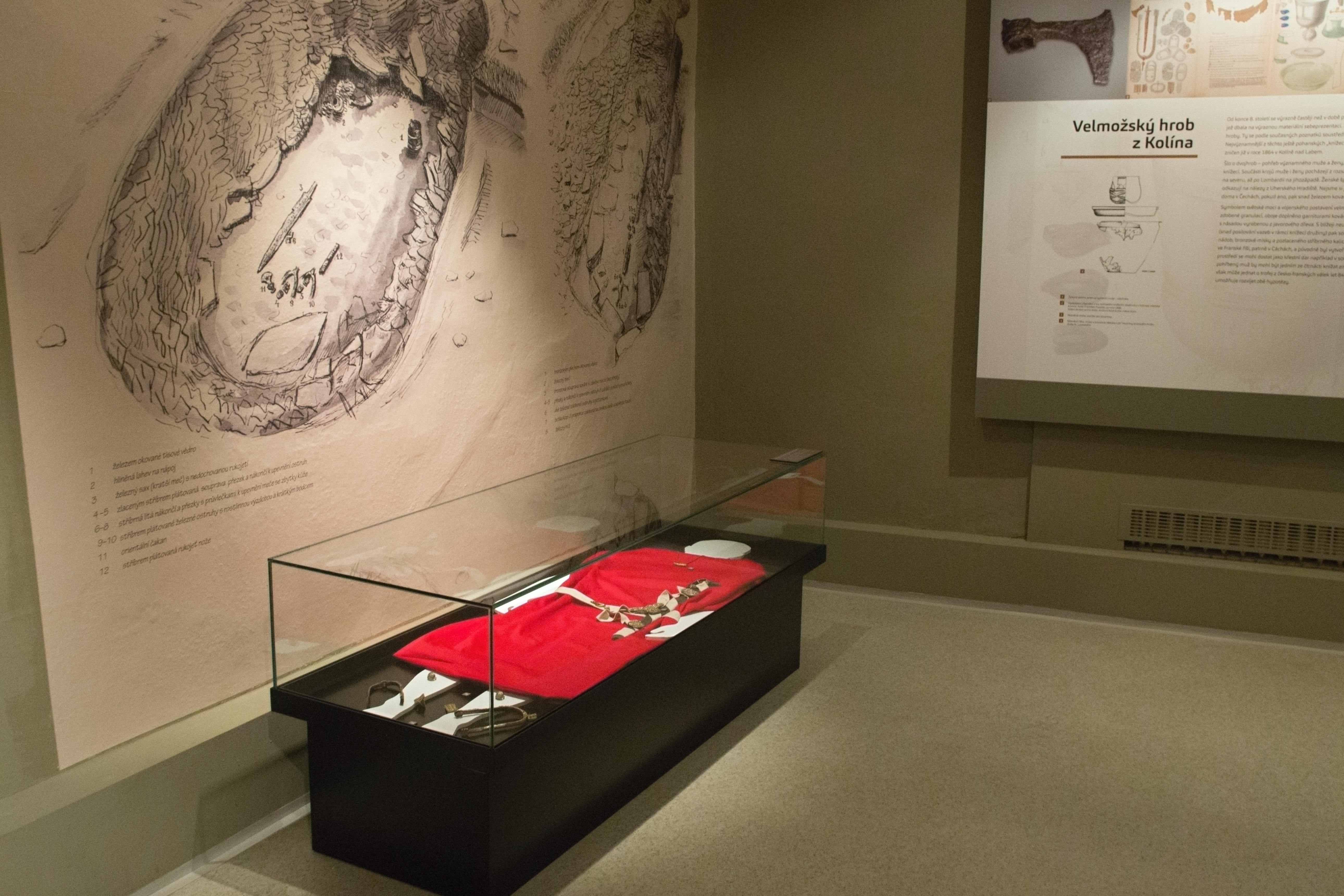
Зал з ранньосередньовічним похованням (подвійною могилою) княжни з Старый Колин, 850-900 рр. виставка «Між племенами і державою»

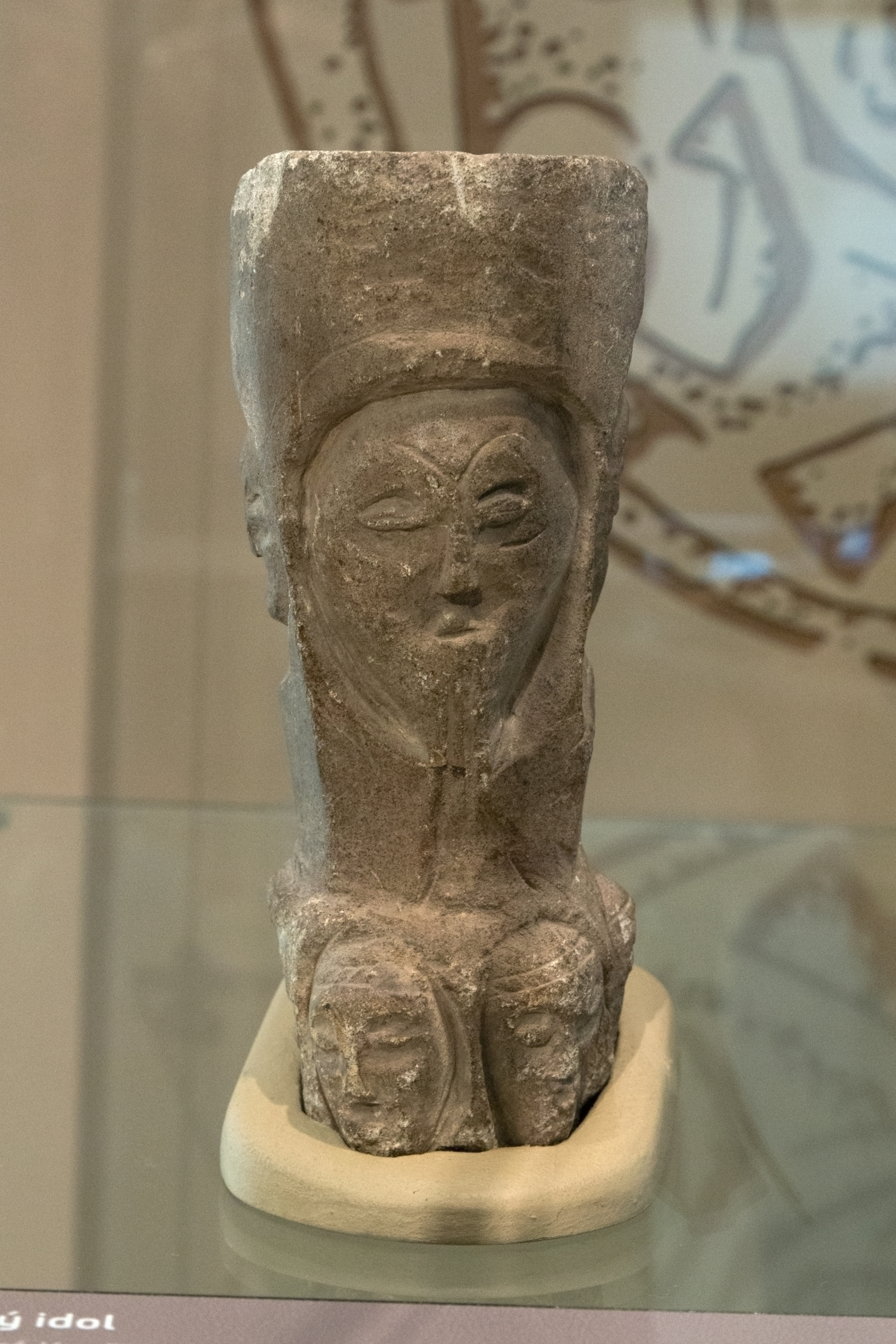
Стара Коуржим, містечко на Замечниці. Язичницький ідол, можливо, з позиції у Лібуше, IX століття

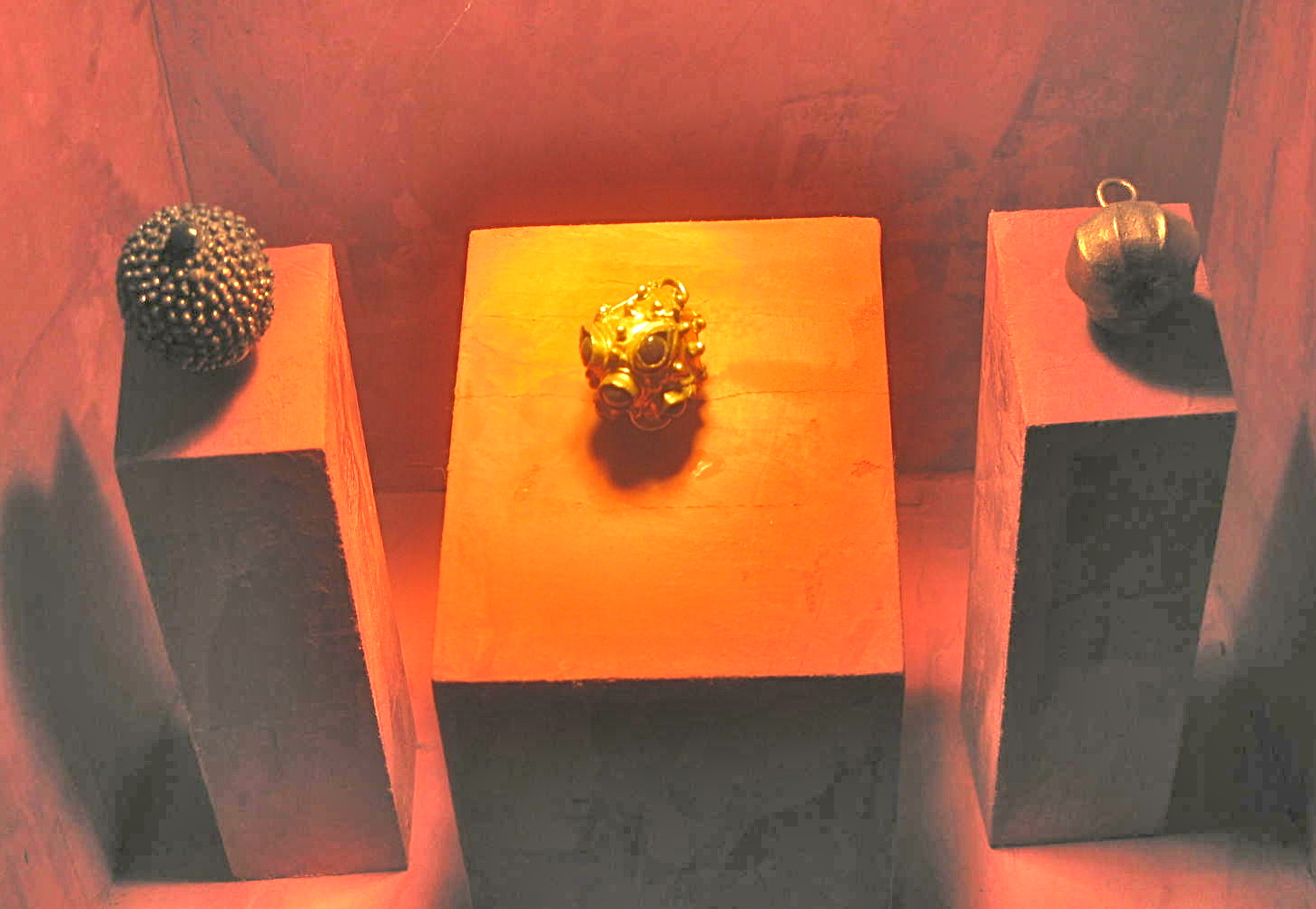
Кулясті гудзики або гомбік з Мікульчице

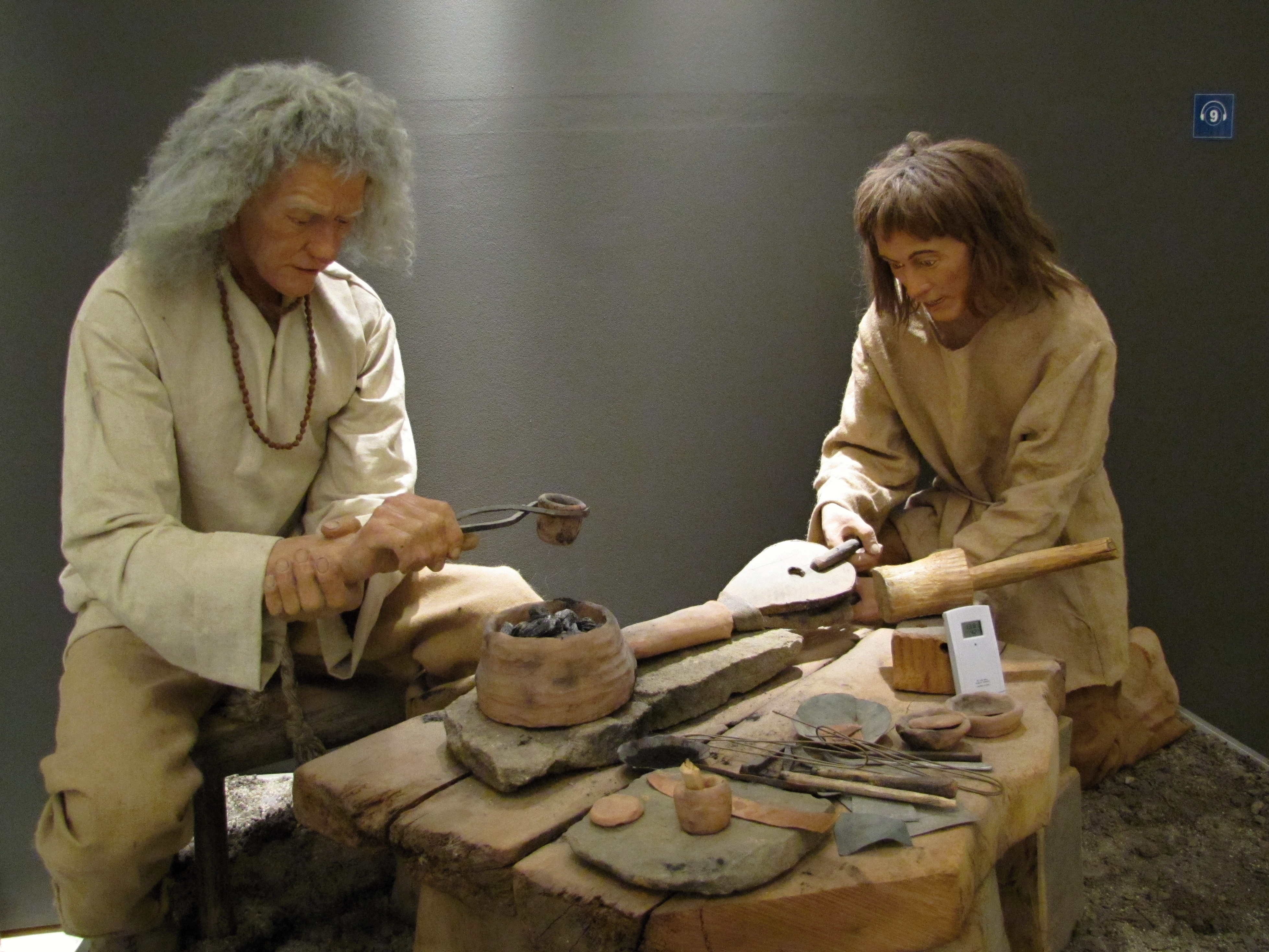
Реконструкція виробництва гомбіків на виставці «Великоморавський Поганьско» в міському музеї Бржецлава

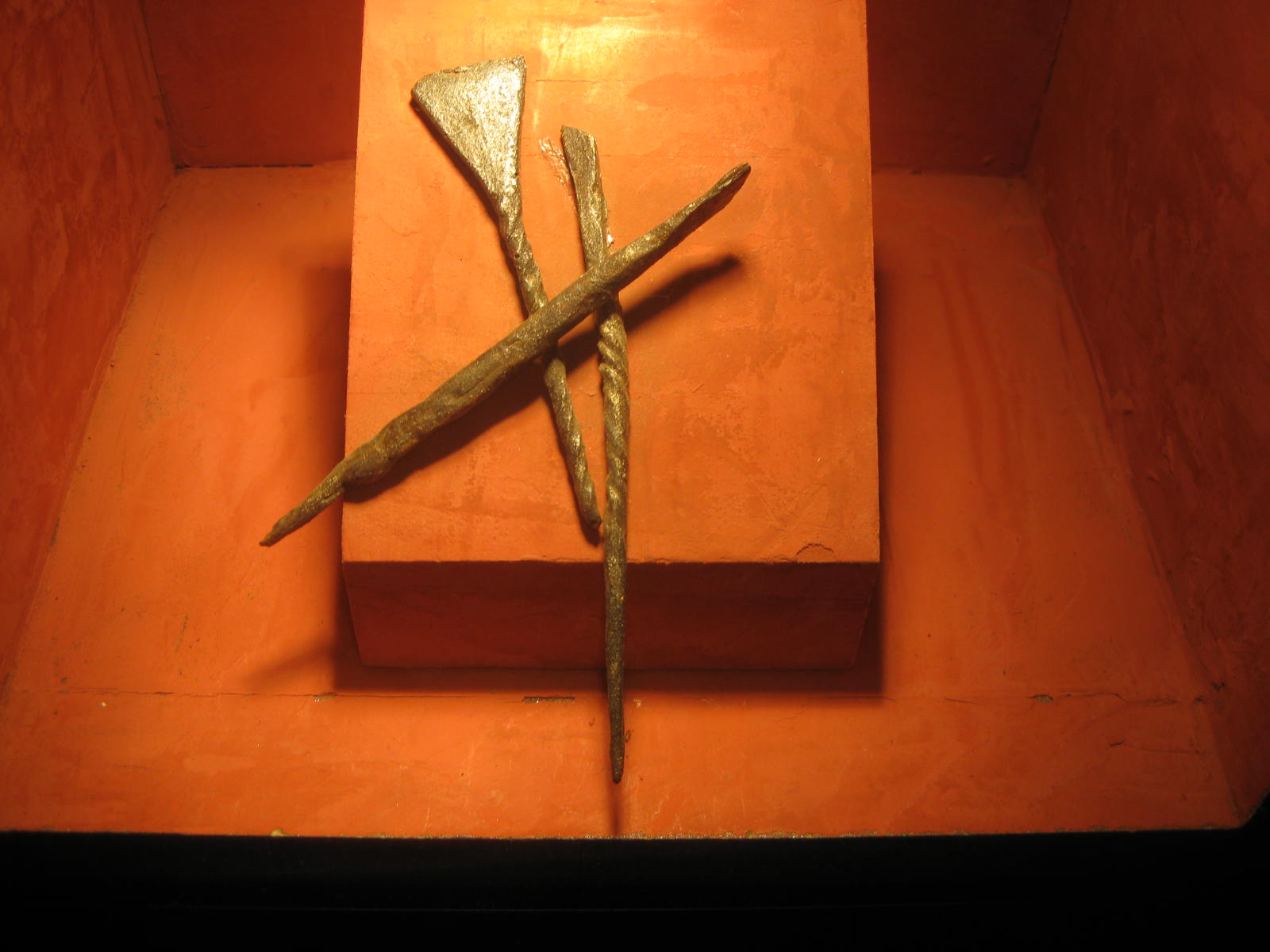
Микульчицькі залізні стилі (писа́ла), які використовувалися як інструмент для писання

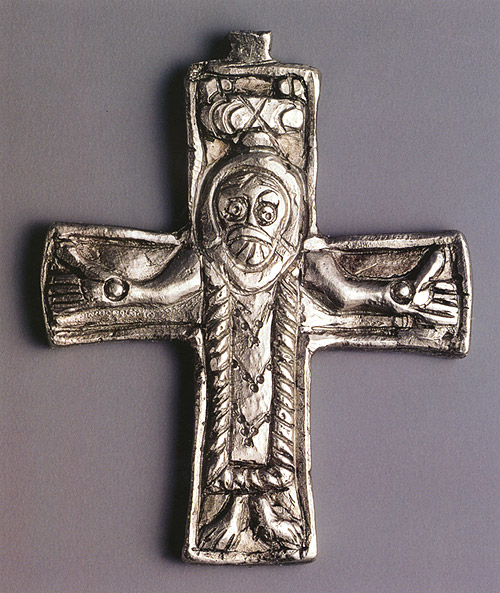
Великоморавський хрест з Микульчиць, знайдений в Мікульчиці

Культура Великої Моравії розвивалася під сильним впливом Візантії.
З архітектурних пам'ятників того періоду збереглися лише фундаменти, виявлені при розкопках в XX столітті.
|  | У центральній області Великої Моравії були виявлені залишки 20 храмів, споруджених з кам'яних брусів, а всередині прикрашених кольоровими фресками. Більшість цих будівель з'явилося вже в 1-й пол. IX століття, до приходу Кирило-Мефодіевої місії ... Мефодію, який став згодом архієпископом Моравським, вдалося домогтися (від Риму) введення слов'янської літургії в костелах Великої Моравії. |

— писав академік Йозеф Поулік… Найбільш популярним типом церковної споруди була ротонда. Саме з Великої Моравії поширилася вона пізніше через Чехію і Польщу на Русь, а також в інші слов'янські держави.
У прикладному мистецтві відчувається арабський і перський впливи. Дуже розвиненою була ювелірна справа, особливо у виготовленні жіночих прикрас. Секрет найтоншого моравського лиття неповністю розгаданий і в наші дні. У першій половині IX століття переважав так званий блатницько-мікульчицький стиль, коли гравійований орнамент комбінувався з карбуванням, високим рельєфом і черню.

### Література

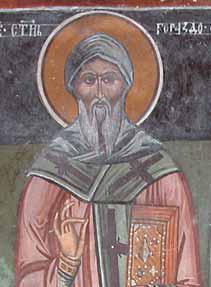
Святий Горазд — учень Кирила і Мефодія, ймовірний автор Житія Мефодія. Фреска початку XVII століття